# Canton de Guiscard
Le canton de Guiscard est une ancienne division administrative française située dans le département de l'Oise et la région Picardie.

## Géographie
Ce canton a été organisé autour de Guiscard dans l'arrondissement de Compiègne. Son altitude varie de 42 m (Sermaize) à 181 m (Beaugies-sous-Bois).

## Histoire
- De 1833 à 1842, les cantons de Guiscard et de Lassigny avaient le même conseiller général. Le nombre de conseillers généraux était limité à 30 par département[1].

## Représentation

### Conseillers d'arrondissement (de 1833 à 1940)
| Période                                  | Période          | Identité                         | Étiquette | Qualité |
| ---------------------------------------- | ---------------- | -------------------------------- | --------- | --- |
| 1833                                     | 1842             | M. Dermigny                      |           | Propriétaire, conseiller municipal de Crisolles                                                             |
| 1842                                     | 1848             | Louis Charles Hubert (1790-1859) |           | Propriétaire, maire de Guiscard                                                                             |
|                                          |                  |                                  |           | |
| 1852                                     | 1861             | Jules-Edmond Dordigny            |           | Fabricant d'alun, maire de Muirancourt                                                                      |
| 1861                                     | 1864 (décès)     | Charles Alfred Cordelle          |           | Maire de Fréniches                                                                                          |
| 1864                                     | 1871             | François-Eugène Dubail           |           | Propriétaire à Guiscard                                                                                     |
| 1871                                     | 1877             | Constant Narcisse Soyer          |           | Médecin à Guiscard                                                                                          |
| 1877                                     | 1880             | M. Villin fils                   |           | |
| 1880                                     | 1889             | Constant Narcisse Soyer          |           | Médecin à Guiscard                                                                                          |
| 1889                                     | 1900 (démission) | Paul-Édouard Vasseux             | GR-Rad.   | Propriétaire agricole Maire de Golancourt                                                                   |
| 1900                                     | 1940             | Albert Poulin (1862-1946)        | RG        | Propriétaire de la sucrerie, maire de Crisolles puis de Quesmy                                              |
| 1940                                     |                  |                                  |           | Les conseils d'arrondissement ont été suspendus par la loi du 12 octobre 1940 et n'ont jamais été réactivés |
| Les données manquantes sont à compléter. |                  |                                  |           | |

### Conseillers généraux de 1833 à 2015
| Période | Période           | Identité                                               | Étiquette            | Qualité |
| ------- | ----------------- | ------------------------------------------------------ | -------------------- | --- |
| 1833    | 1833 (annulation) | Alexandre Barrillon                                    | Majorité dynastique  | Avocat et propriétaire Maire d'Élincourt-Sainte-Marguerite |
| 1833    | 1836 (décès)      | Pierre-François Canard                                 |                      | Avoué à Beauvais |
| 1836    | 1842              | Jacques Jules Auguste Comte de Louvencourt (1783-1849) |                      | Ancien capitaine de régiment des hussards Propriétaire à Avricourt |
| 1842    | 1848              | Alexandre Barrillon                                    | Majorité dynastique  | Avocat et propriétaire Maire d'Élincourt-Sainte-Marguerite Député (1837-1839, 1842-1846, 1848-1851, 1865-1870)                                                                              |
| 1848    | 1859 (décès)      | Louis Charles Hubert                                   |                      | Propriétaire, maire de Guiscard, conseiller d'arrondissement Officier de la Légion d'honneur                                                                                                |
| 1859    | 1871              | Louis Charles Hubert (fils)                            |                      | Maire de Guiscard |
| 1871    | 1883              | Fernand Léopold Balny d'Avricourt                      | Républicain          | Secrétaire d'ambassade, Maire d'Avricourt |
| 1883    | 1889 (décès)      | Louis Charles Hubert (fils)                            |                      | Maire de Guiscard |
| 1889    | 1900 (démission)  | Adolphe-Armand Viéville                                | Rad.                 | Propriétaire à Fréniches |
| 1900    | 1940              | Paul-Édouard Vasseux                                   | GR-Rad.              | Propriétaire agricole Maire de Golancourt (1888 → 1948), conseiller d'arrondissement député de l'Oise (1924 → 1928) Sénateur de l'Oise (1933 → 1941) Nommé conseiller départemental en 1943 |
|         |                   |                                                        |                      | |
| 1945    | 1949              | Moïse Villette                                         | SFIO                 | Agriculteur à Guiscard |
| 1949    | 1967              | Adrien Proisy                                          | RPF puis DVD         | Cultivateur Maire de Golancourt (1947 → 1965) |
| 1967    | 1979              | Jean Carrière                                          | DVD                  | Agriculteur Maire de Golancourt (1965 → 1989) |
| 1979    | 2004              | Jean-Louis Coqset                                      | PS puis DVG puis DVD | Principal de collège Maire de Guiscard (1989 → 2010) Vice-président de la CC du Pays Noyonnais[Quand ?]                                                                                     |
| 2004    | 2011              | Gérard Lecomte                                         | PS                   | Professeur Maire de Crisolles (1995 → 2014) |
| 2011    | 2015              | Thibaut Delavenne                                      | PRG                  | Agent de production à l'usine Yves Saint Laurent de Lassigny Maire de Guiscard (2010 → ) Vice-président de la CC du Pays Noyonnais (2014 → )                                                |

## Composition
Le canton de Guiscard a groupé 20 communes et a compté 6 620 habitants (recensement de 1999 sans doubles comptes).
| Communes               | Population (2012) | Code postal | Code Insee |
| ---------------------- | ----------------- | ----------- | ---------- |
| Beaugies-sous-Bois     | 83                | 60640       | 60052      |
| Berlancourt            | 283               | 60640       | 60062      |
| Bussy                  | 246               | 60400       | 60117      |
| Campagne               | 132               | 60640       | 60121      |
| Catigny                | 182               | 60640       | 60132      |
| Crisolles              | 985               | 60400       | 60181      |
| Flavy-le-Meldeux       | 193               | 60640       | 60236      |
| Fréniches              | 252               | 60640       | 60255      |
| Frétoy-le-Château      | 193               | 60640       | 60263      |
| Golancourt             | 404               | 60640       | 60278      |
| Guiscard               | 1 720             | 60640       | 60291      |
| Libermont              | 187               | 60640       | 60362      |
| Maucourt               | 119               | 60640       | 60389      |
| Muirancourt            | 487               | 60640       | 60443      |
| Ognolles               | 223               | 60310       | 60474      |
| Le Plessis-Patte-d'Oie | 92                | 60640       | 60502      |
| Quesmy                 | 165               | 60640       | 60519      |
| Sermaize               | 227               | 60400       | 60617      |
| Solente                | 87                | 60310       | 60621      |
| Villeselve             | 360               | 60640       | 60693      |

## Démographie
| 1962  | 1968  | 1975  | 1982  | 1990  | 1999  | 2009 |
| ----- | ----- | ----- | ----- | ----- | ----- | ---- |
| 4 645 | 5 111 | 5 089 | 5 599 | 6 177 | 6 620 | -    |